# 莎拉·韦尔布罗克
莎拉·韦尔布罗克（德語：Sarah Wellbrock，1994年6月20日—），旧姓克勒（Köhler），生于哈瑙，是一名德国女子游泳运动员，主攻中长距离自由泳。她曾在海德堡大学攻读法学专业。她的丈夫弗洛里安·韦尔布罗克同样也是一名主攻中长距离自由泳的游泳运动员，两人于2022年1月结婚。